# Жигайловский сельский совет (Тростянецкий район)
Жигайловский сельский совет (укр. Жигайлівська сільська рада) — входит в состав
Тростянецкого района
Сумской области
Украины.
Административный центр сельского совета находится в 
с. Жигайловка
.

## Населённые пункты совета
- с. Жигайловка